# Rammersberg (Velburg)
Rammersberg ist eine Ortschaft im Oberpfälzer Jura in der Gemeinde Velburg des Landkreises Neumarkt in der Oberpfalz. Das Dorf hat knapp 100 Einwohner und liegt nahe an der Bundesautobahn 3.

## Geographie
Die Staatsstraße 2220 führt 500 Meter nördlich an dem Kirchdorf vorbei und verbindet es mit der Anschlussstelle Velburg (AS 93) der Autobahn A 3 und dem Hauptort der Gemeinde.

## Geschichte
Die gute Lage des Schollnberges begünstigte den Bau eines Burgstalls im 12. Jahrhundert durch die Grafen von Velburg. Die im Ort befindende Filialkirche St. Nikolaus wird in ihrem Ursprung auf das Jahr 1002 geschätzt und ist somit neben Oberweiling eine der ältesten Kirchen in der Umgebung. Das Gebäude steht unter Denkmalschutz, der Kern der Chorturmanlage von 1654 ist älter. Das mittelalterliche Steinkreuz wurde von der Staatsstraße 2220 hierher transportiert.
Die erste urkundliche Erwähnung von Rammersberg stammt aus dem Jahre 1189. Die Schreibweise des Ortes wechselte während der Jahrhunderte mehrfach: Ramsberg, Rutmarsperc, Regmannsberg, Remelsberg, Ramelsberg. Während der Reformationszeit wechselten die Rammersberger mehrfach die Konfession. 1538 lutherisch, danach erfolgte mehrfach ein Wechsel zwischen der Lehre Luthers und der Lehre Calvins. Ab dem Jahre 1617 wurde die römisch-katholische Konfession wieder eingeführt.
Am 21. September  1817 wurde Rammersberg nach Lengenfeld eingepfarrt. Noch heute befinden sich in Rammersberg viele alte, sehenswürdige Häuser, sowie das Rammersberger Sühnekreuz, das mit dem Lengenfelder Galgenberg zusammenhängt.